# Добра (Малопольське воєводство)
Добра (пол. Dobra) — село в Польщі, у гміні Добра Лімановського повіту Малопольського воєводства.
Населення — 3167 осіб (2011).
У 1975—1998 роках село належало до Новосондецького воєводства.

## Демографія
Демографічна структура станом на 31 березня 2011 року:
|          | Загалом | Допрацездатний вік | Працездатний вік | Постпрацездатний вік |
| -------- | ------- | ------------------ | ---------------- | -------------------- |
| Чоловіки | 1597    | 371                | 1081             | 145                  |
| Жінки    | 1570    | 326                | 924              | 320                  |
| Разом    | 3167    | 697                | 2005             | 465                  |